# Maria Sakkari
Maria Sakkari (græsk: Μαρία Σάκκαρη, født 25. juli 1995 i Athen, Grækenland) er en professionel kvindelig tennisspiller fra Grækenland.